# Triunfo de la Candelaria
El Triunfo de la Candelaria es uno de los principales monumentos escultóricos de la ciudad de Santa Cruz de Tenerife, (isla de Tenerife, Canarias, España). También conocido como Obelisco de la Candelaria, fue donado en su día por Bartolomé Montañez, como complemento de la cruz de mármol que él mismo había regalado unos años antes con el fin de completar la ornamentación de la Plaza de la Pila, llamada así porque en ella se encontraba una fuente que desde principios del siglo XVIII abastecía de agua potable a la población de Santa Cruz y a los barcos que fondeaban en su puerto, y actualmente llamada Plaza de la Candelaria. 
El monumento está dedicado a la Virgen de Candelaria, a quien el Archipiélago Canario tiene por patrona, y simboliza la aparición de la Virgen y la posterior conversión de los menceyes guanches. Es un monumento de estilo neoclásico, aunque la Virgen tiene trazas góticas.

## Autor y breve descripción
El monumento, de mármol esculpido en Génova (Italia) por Pasquale Bocciardo en 1768 (Hernández Perera, 1961), tenía originalmente una altura aproximada de 11 metros. Sobre una base cuadrada descansa un soporte con volutas y finos adornos florales de mármol. En el soporte hay cuatro estatuas de mármol que representan a otros tantos guanches, que custodian la imagen de la Virgen de la Candelaria, colocada en la cima de una pilastra piramidal. Como se ve en las láminas de los libros de Sabin Berthelot (1839) y de Olivia Stone (1887), en la base había cuatro putti cabalgando sobre delfines, esculpidos también en mármol, que representaban las estaciones. Estaban bastante deteriorados, pues habían sido mutilados por dos soldados ingleses en 1825 (Poggi y Borsotto, 1881). Cuando se remodeló la plaza en 1928 se quitaron y desaparecieron. A pesar de la falta de esas pequeñas figuras que adornaban el pedestal, sigue siendo un elemento escultórico de alto valor artístico (Tarquis, 1973), y seguramente el más popular e importante de todos los que adornan las calles de Santa Cruz (Cioranescu, 1998: 246).

## Inscripciones
En los cuatro laterales del prisma que soporta la pilastra se encuentran cuatro inscripciones. En una se recuerda la razón de la colocación de la Virgen: "Esta sacra pirámide se erige monumento de cristiana piedad para eterna memoria de la aparición de Candelaria, imagen de María Santísima cuyo sagrado bulto adoraron en esta isla los gentiles 104 años antes de la predicación del Evangelio". En la segunda se dice: "Los conquistadores la aclamaron patrocinio especial de Tenerife. Los isleños patrona general de las Canarias. Adórala que es imagen de aquella augusta madre de Dios que por los hombres se hizo hombre". En la tercera se señala que "los regios sucesores de Tenerife, coronados de flores y trayendo por cetros majestuosos las áridas canillas de sus padres, reverenciaron oculto numen en esta santa imagen, vieron la luz de Dios entre las sombras, y la invocaron en todas sus conquistas". La cuarta inscripción nos dice quién fue su donante y en qué fecha se erigió: "A expensas y cordial devoción del capitán D. Bartholomé Antonio Montañez, castellano perpetuo del castillo real de la marina de Candelaria, año de Ntro. Señor Jesu Christo MDCCLX y VIII, el X del pontificado de Ntro. Ssmo. padre Clemente XIII y el IX de la proclamación en Madrid de Ntro. catholico rey y señor, D. Carlos III".

## Anacronismo y fecha de erección
En la inscripción el tiempo se cuenta de tres modos diferentes: 1) cronología o era cristiana (año de Ntro. Señor MDCCLX y VIII); 2) cronología del papa Clemente XIII (año X del pontificado de Ntro. Ssmo. padre Clemente XIII, es decir 1768 ya que Clemente XIII fue elegido papa en 1758); 3) cronología del rey Carlos III (año IX de la proclamación de Carlos III de España, es decir 1768, pues Carlos III sucedió a su hermano Fernando VI en 1759). Puede cometerse el error de interpretar la primera como 1778, al confundir la letra upsilon (y) estilizada con la X latina. Se trata de un evidente error, entre otras razones porque la cronología de los papas finaliza con su muerte, iniciándose la cronología del papa siguiente, y en 1778 Clemente XIII llevaba nueve años enterrado (y su sucesor, Clemente XIV, también llevaba enterrado cuatro, ya que el papa de 1778 era Pío VI).
Son muchos los libros de viajes escritos en los siglos XIX y XX que describen y hablan del Triunfo, pues hasta bien entrado el siglo XX fue el primer monumento y símbolo religioso que encontraban los viajeros al bajar del barco que los había llevado a Tenerife. Bory de Saint Vincent (1803) fue uno de los primeros en publicar las inscripciones. Y Sabin Berthelot (1839) fue el primero que editó una lámina del Triunfo. Viendo la pobreza de la plaza principal de aquella población convertida ya en capital de Canarias, podemos acertar a comprender el valor que entonces representaba el monumento, y por qué aparecía como importante símbolo de Santa Cruz.

## Galería de imágenes

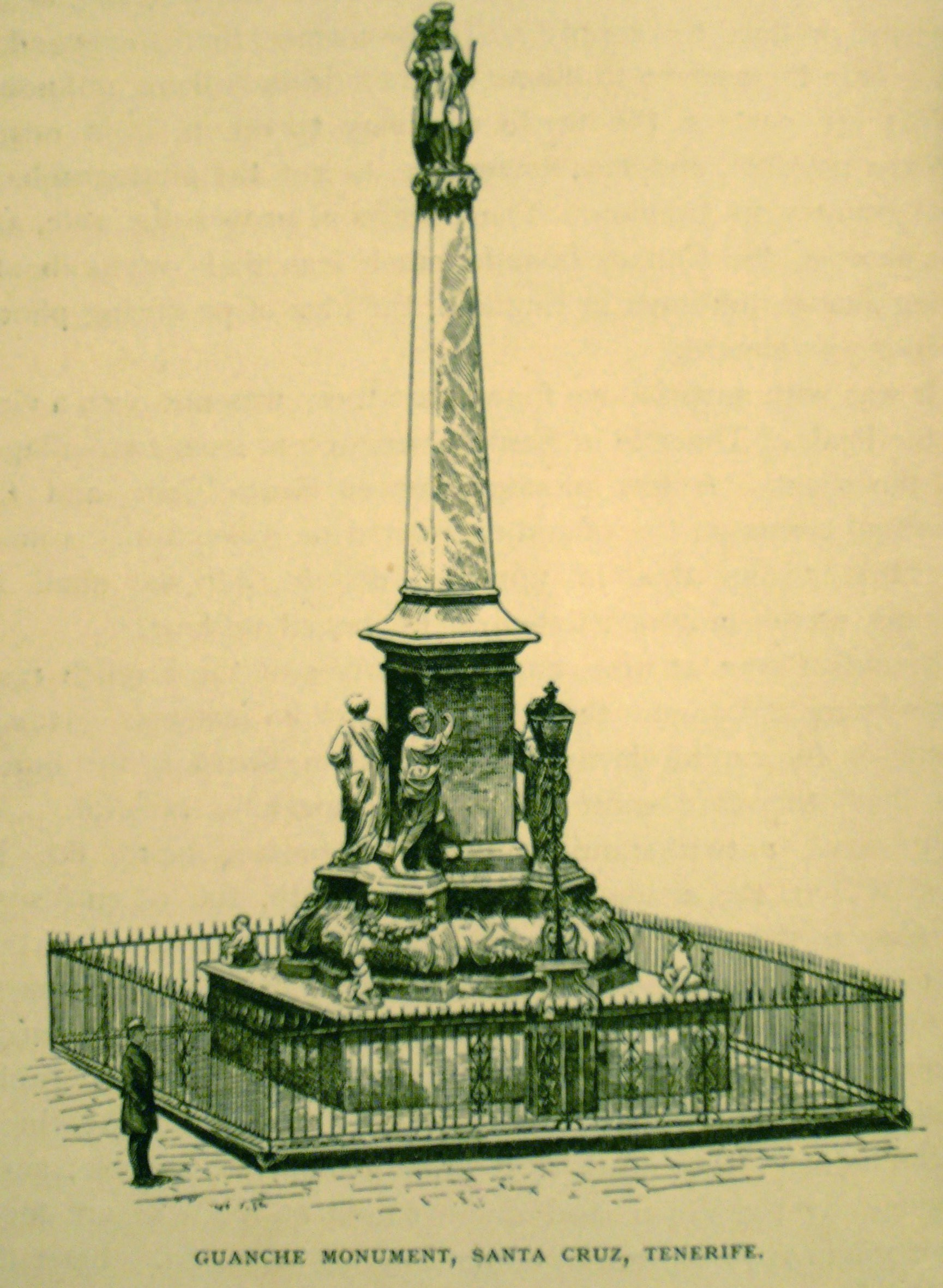
Guanche Monument, Santa Cruz. Lámina del libro de Olivia Stone (1887).
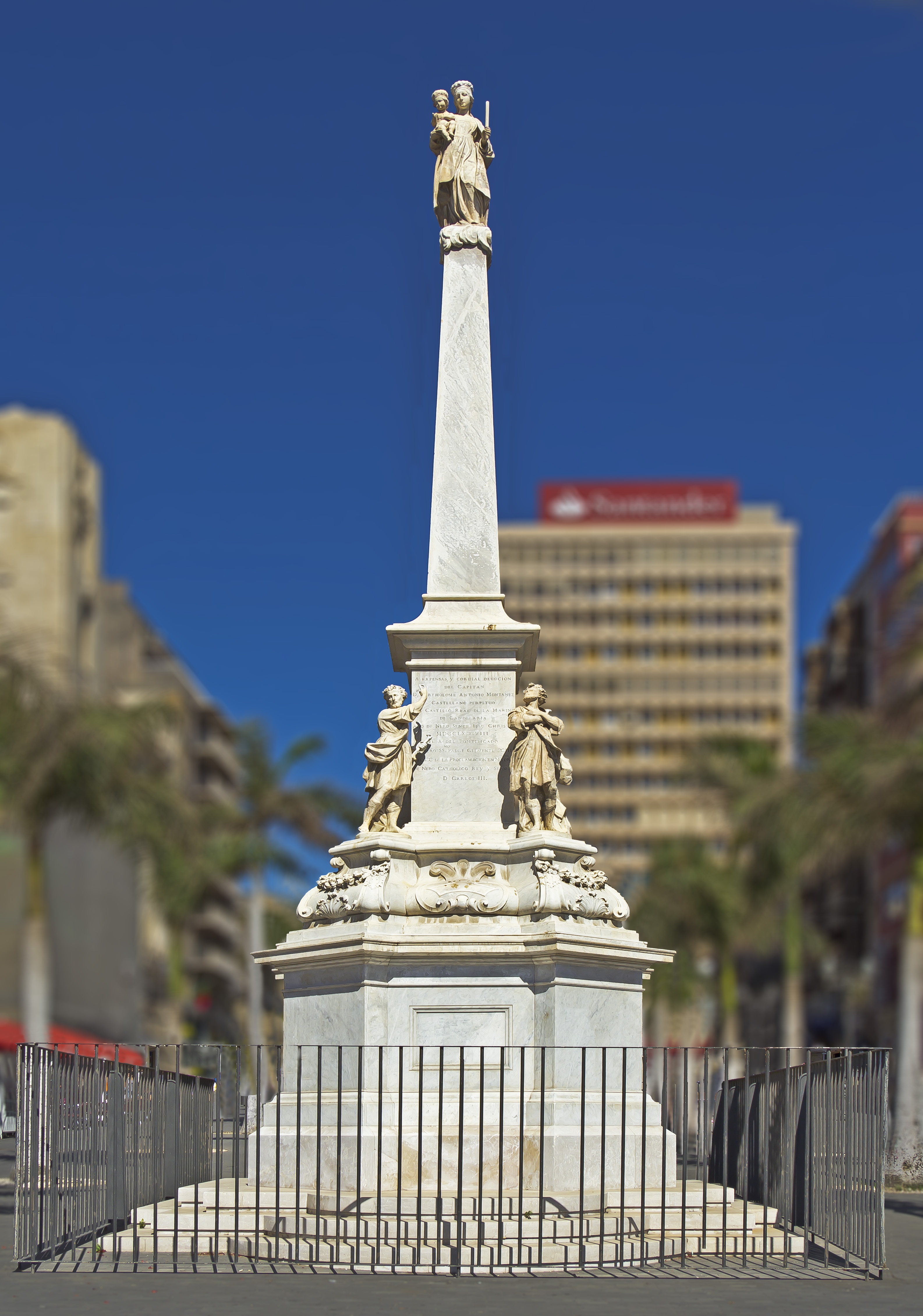
Monumento entero visto de frente.
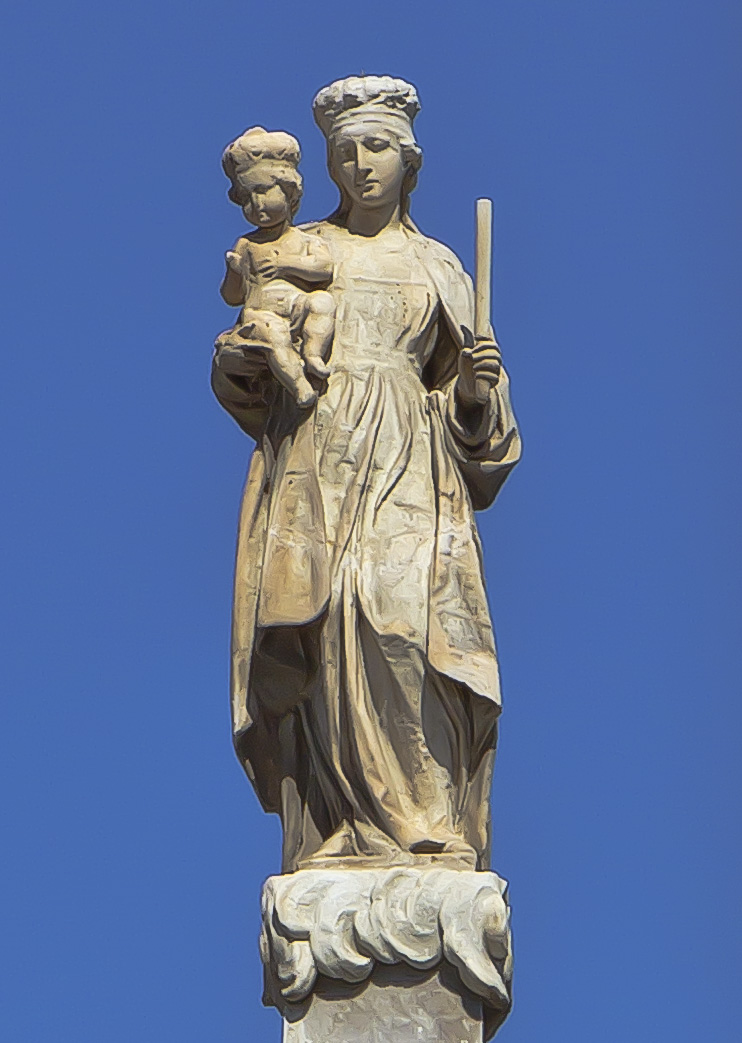
Detalle de la Virgen de Candelaria.
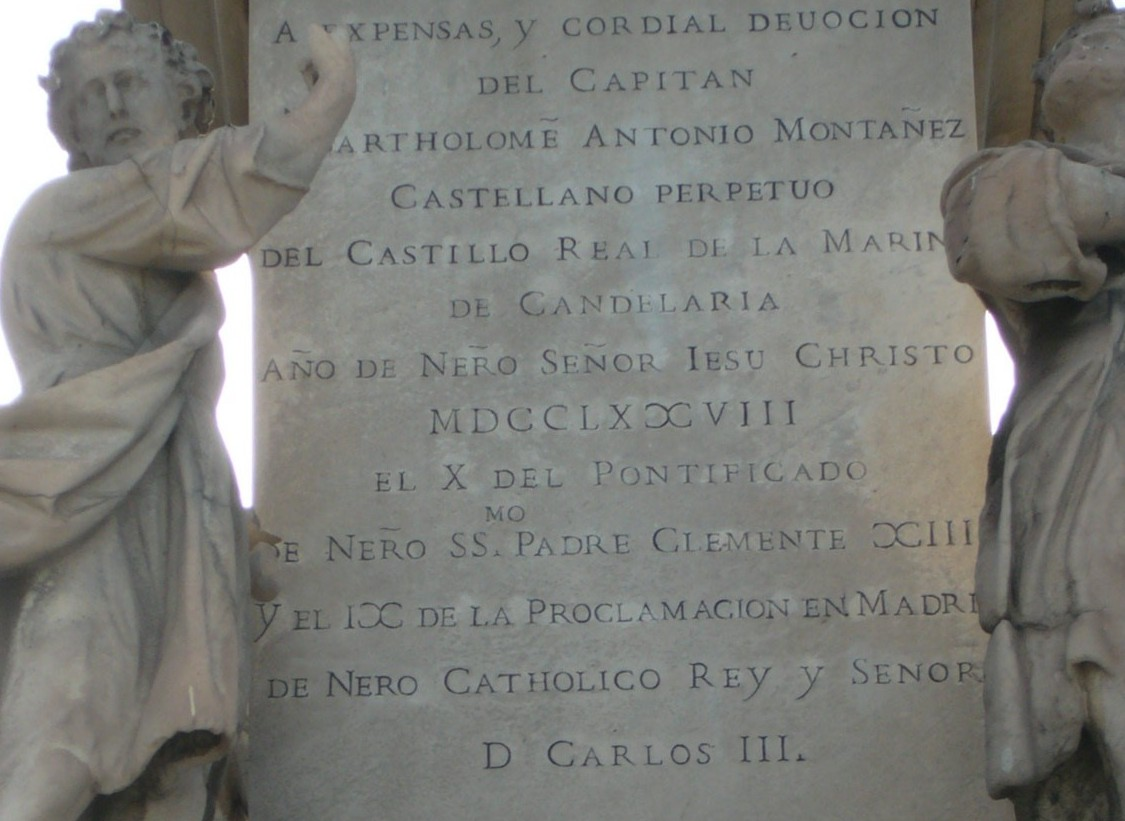
Clemente XIII fue elegido papa en 1758 y murió en 1769. Carlos III subió al trono español en 1759.